# Grabmoschee des Sultans Faradsch ibn Barqūq

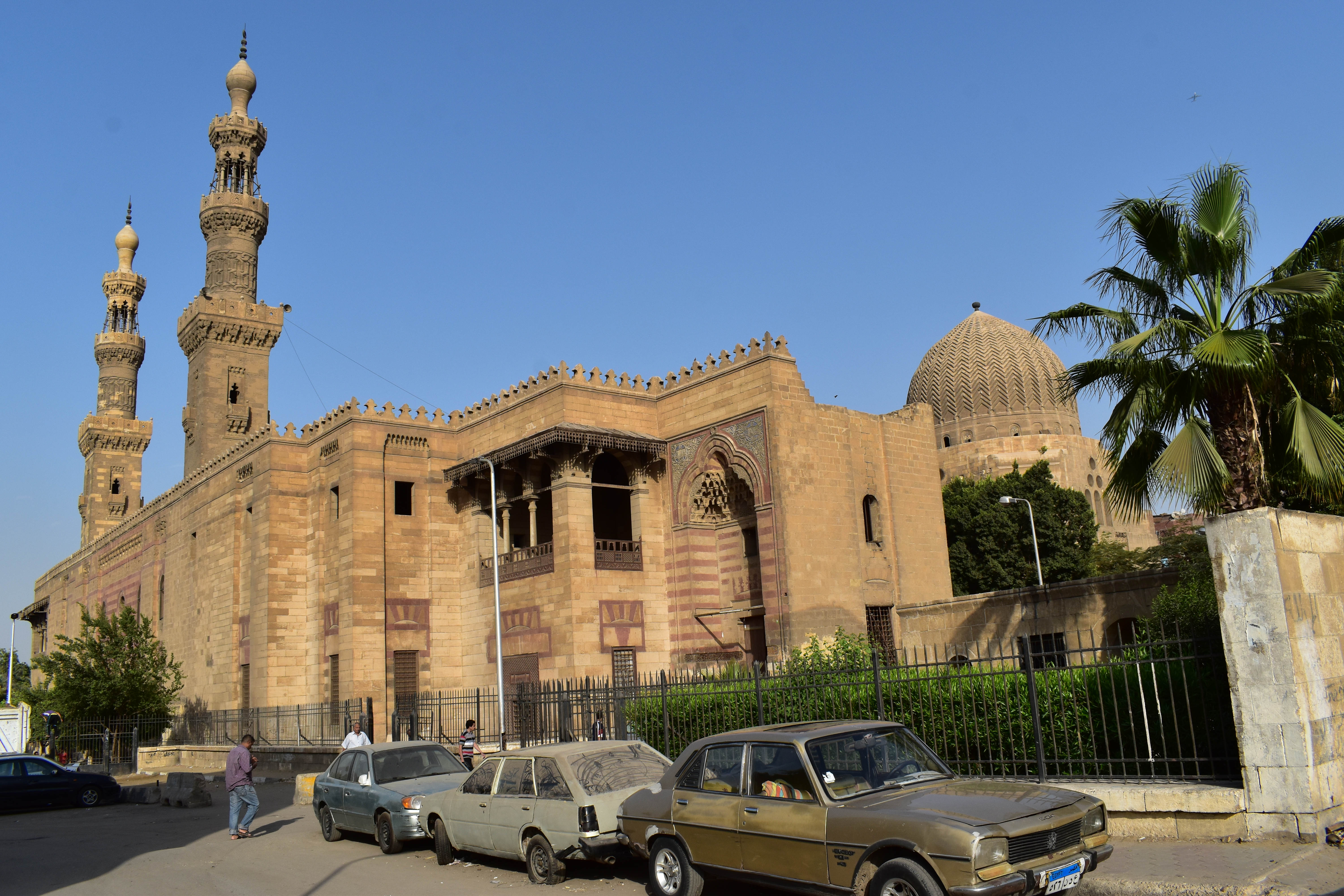
Grabmoschee mit Derwischkonvent des Sultans Faradsch ibn Barqūq

Die Grabmoschee mit Derwischkonvent des Sultans Faradsch in Kairo wurde in den Jahren 1400 bis 1411 errichtet. Ihr Erbauer war Faradsch, der zweimal als Sultan in Ägypten (1399 bis 1405 und 1405 bis 1412) regierte. Faradsch, der Sohn Barqūqs, führte nach der Plünderung Aleppos durch Timur Leng im Jahre 1400 seine Armee nach Syrien, ohne jedoch Damaskus retten zu können, welches von Timurs Truppen ebenfalls geplündert und gebrandschatzt wurde. Faradschs Herrschaft wurde 1405 für zwei Monate unterbrochen, während derer ihn sein Bruder Abd al-Aziz ersetzte. Er kehrte auf den Thron zurück, aber seine Regierung war durch Anarchie in Syrien und Unzufriedenheit in Ägypten gekennzeichnet und er wurde schließlich von rebellischen Emiren abgesetzt, die vom Kairoer Abbasidenkalifen al-Mustain unterstützt wurden. Im Zuge einer außerordentlichen Initiative inthronisierten die Emire für eine Übergangsperiode den Kalifen als Sultan. Faradsch, der seine Absetzung abzuwenden versucht hatte, wurde schlussendlich ermordet.
Der Gebäudekomplex befindet sich in der nördlichen Totenstadt von Kairo und beinhaltet eine Freitagsmoschee, einen Sufi-Konvent, zwei qubba (Kuppelmausoleen) und zwei sabil-kuttabs (öffentliche Brunnen mit einer Grundschule darüber).

## Der Bauplatz
Sultan Faradsch erfüllte den Wunsch seines Vaters, in der Wüste und der Nachbarschaft von Heiligen und Gelehrten begraben zu werden statt in seinem Grabkomplex im Stadtzentrum. Daher baute er diese Grabmoschee mit Sufi-Konvent in der nördlichen Totenstadt, wofür Barqūq einen Betrag von 80.000 Dinaren hatte bereitstellen lassen für die Errichtung sowie die Ausstattung der Stiftung. Im Osten der fatimidischen Stadtmauer, auf freier Fläche in der Wüste, konnte der Sufi-Konvent ohne die Beschränkungen im städtischen Umfeld errichtet werden.
Indem er als Bauplatz für den Komplex ein ehemaliges Hippodrom wählte, wollte Sultan Faradsch Ibn Barqūq diese Gegend mit dem urbanen Kairo verbinden und das Ödland in ein Residenzviertel verwandeln. Er ließ die alljährliche Prozession am Beginn der Pilgerfahrt nach Mekka umleiten, sodass diese nun über das Grundstück des von ihm errichteten Komplexes verlief, und beauftragte neben den darin inkludierten sabil-kuttabs, an denen sich die Pilger erfrischen konnten, außerdem den Bau von Suqs, Herbergen für Reisende, Hammams, Backöfen und Bäckereien an diesem Platz. Faradsch starb jedoch, bevor das Projekt vollendet werden konnte.

## Die Bauarbeiten
Barqūq wurde in hier im Jahr 1399 begraben, bevor das Gebäude errichtet worden war. Eine Inschrift an der Kuppelbasis im nördlichen Mausoleum hält fest, dass die Türbe auf Anordnung des Sultans Barqūq von seinem Sohn Faradsch im Jahr 803 nach der Hidschra (1400/01 n. Chr.) erbaut worden ist. Eine andere Inschrift direkt darunter teilt mit, dass der Bau im Dschumādā th-thāniya des Jahres 808 H. (November 1405) durch Sultan Abd al-Aziz, einen Bruder Faradschs, der in jenem Jahr kurz die Herrschaft übernommen hatte, fertiggestellt wurde. Bei seiner Rückkehr auf den Thron vollendete Faradsch das Bauwerk. Das südliche Mausoleum wurde 813 H. (1410/11) fertiggestellt. Dasselbe Datum scheint auf einer beschrifteten Steinplatte an der Fassade auf. Eine Inschrift im Nordwestportal wiederum nennt Emir Lağin al-Turuntay als Aufseher über die Bauarbeiten. Barqūq hatte zuvor Yunus al-Dawadar für diese Aufgabe ausersehen.
Die Bauarbeiten begannen also nach Barqūqs Tod mit dem nördlichen Mausoleum, während die Gebetshalle wahrscheinlich zur gleichen Zeit oder kurz danach errichtet wurde. Das südliche Mausoleum trägt das jüngste Datum. Der übrige Gebäudekomplex ist nicht datiert. Die gesamte Bauzeit betrug elf Jahre, was für die Mamlukenzeit ungewöhnlich lang ist. Man darf jedoch nicht vergessen, dass der Sultan in dieser unruhigen Zeit zweimal entthront wurde. Faradsch wollte, wie erwähnt, Sūqs in diesem Viertel ansiedeln, starb jedoch, bevor er seine Pläne verwirklichen konnte.

## Die Architektur
Obwohl diese Periode des ägyptischen Mamluken-Sultanats mit schwersten wirtschaftlichen und politischen Problemen konfrontiert war, gehört die Architektur dieses Gebäudes zu den originellsten und herausragendsten der gesamten Epoche. Dieses Urteil teilt auch der Historiker Ibn Taghribirdi, der Bauplan und Kunstfertigkeit in der Ausführung für die zweitbeste seiner Epoche hielt (khusunat al-‘amal wa ’l-imkan) – einzig von der Sultan-Hasan-Moschee übertroffen. Lediglich die relativ lange Bauzeit gab demnach Anlass zu Kritik.
Da dem Architekten reichlich Platz zur Verfügung stand, konnte er ein freistehendes Gebäude entwerfen, das sich durch Symmetrie auszeichnet, was ein seltenes Merkmal bei mamlukischen Grundrissen ist und überdies die Möglichkeit bot, alle Hauptelemente – Minarett, Kuppel und sabil-maktab – zu verdoppeln. Der Komplex beinhaltet somit jeweils zwei identische Kuppeln und Minarette, die so angeordnet sind, dass die beiden Minarette vom Westen zu sehen sind, die Zwillingskuppeln an den Ecken der Ostfassade, und eine Kombination aus beiden Bauelementen beim Blick jeweils vom Norden bzw. vom Süden.
Der Grundriss des insgesamt 72 × 73 Meter großen Komplexes ist jener einer abgewandelten Arkaden-Moschee, was in der gesamten Mamluken-Architektur eine Ausnahme bleiben sollte. Die nördlichen und südlichen Arkaden des Innenhofs, die etwas niedriger sind als jene der Gebetshalle und der ihr gegenüberliegenden Arkadenhalle, werden von den ehemaligen Wohneinheiten der Sufis überragt, welche sich über drei Stockwerke erstrecken.
Die Horizontalität der 72 Meter langen und 17 Meter hohen Westfassade mit den der Stadt zugewandten Zwillingsminaretten ist einzigartig. Die vier Außenmauern des Gebäudekomplexes sind schlicht gestaltet. Die West- bzw. Hauptfassade ist durch vertikale Nischen in Abschnitte geteilt, welche von jeweils einer Stalaktiten-Hohlkehle bekrönt werden. In jeder Nische befinden sich zwei Fenster übereinander, wobei das untere das jeweils größere ist und von dem für die mamlukische Architektur so typischen al-ablaq-(dunklem und hellem, in diesem Fall rot- und weiß-quergestreiftem) Mauerwerk eingerahmt wird. Die Minarette betonen außerdem die Hauptachse des Bauwerks gemeinsam mit einer kleinen Kuppel über der Mitte der Ostfassade, welche von außen die Position des schlichten Mihrābs an der Innenmauer anzeigt. Neben dem Haupt-Mihrāb gibt es noch zwei ebenfalls ganz einfach gestaltete Seiten-Mihrābs. Sultan Kait-Bay, der sich möglicherweise an der Strenge dieser Gebetshalle störte, ließ im Jahr 1483 (888 H.) einen reich verzierten steinernen Minbar hinzufügen sowie links davor ein hölzernes Prediger-Podium, das ebenfalls seinen Namen trägt.
Das Rundfenster – das Standard-Bauelement jener Zeit, mittels dessen dem Betrachter von außen an der Fassade die Position des Mihrābs angezeigt wurde – befindet sich untypischerweise an der gegenüberliegenden Westfassade.

### Abweichungen und Ungenauigkeiten in der Architektur
Der Haupt-Mihrāb ist zusammen mit dem darüber liegenden Bogenfenster nicht genau in der Mittelachse des zentralen Schiffs, sondern weicht um etwa 20 cm nach Norden ab. Die beiden seitlichen Mihrābs weichen zusammen mit den jeweils darüber liegenden Bogenfenstern noch deutlicher aus der Achse ihrer jeweiligen Arkadenbögen ab. Die Bogenfenster in der gesamten qibla-Wand, also der nach Mekka hin orientierten Wand, sind nicht axial entsprechend ihren Schiffen angeordnet, sondern folgen stattdessen der Anordnung der eingelassenen Paneele der Ostfassade. Die beiden Seiten-Mihrābs folgen der Anordnung der Fenster, was ihre asymmetrische Position erklärt. Die Abweichung des Haupt-Mihrābs hingegen ist anscheinend eher auf einen Mangel an handwerklicher Präzision zurückzuführen als auf irgendeinen bautechnischen Zwang, was wiederum bei einem Bauwerk von derartiger Qualität überrascht. Der Mihrāb ist jedoch nicht die einzige Unregelmäßigkeit, wie bei den Mausoleen noch zu sehen sein wird.

### Minarette
Anders als die Minarette der al-Hakim-Moschee, welche die Eckpunkte des Gebäudes überragen, oder die Minarette, die ursprünglich das Portal der Sultan Hasan-Moschee bekrönten, stehen jene des Sultan Faradsch-Komplexes abgesetzt von den Gebäudeecken, die stattdessen von je einem Portal mit dazugehörigem sabil-maktab eingenommen werden.
Die Form der Minarette mit ihrem für diese Zeit ungewöhnlichen quadratischem Grundriss des ersten Stockwerks und darüber einem zylindrischen zweiten Stockwerk ohne Übergang erinnert an das nordöstliche Minarett der beinahe einhundert Jahre älteren Moschee des an-Nasir Muhammad auf der Zitadelle von Kairo. Die späteren Minarette der Madrasa von Sultan Barsbay und Emir Qanibay al-Šarkazy folgen dem gleichen Muster. Diese Form wurde möglicherweise auch bei dem abgeschnittenen Minarett des Grabmoschee-Sufi-Konvents von Barsbay weiter im Süden derselben Totenstadt wiederaufgenommen, das ebenfalls ein erstes Stockwerk mit quadratischem Grundriss aufweist.
Der quadratische Schaftabschnitt beider Minarette ist auf jeder Seite von einem Erker durchbrochen, der jeweils aus einer rechteckigen Fassadenvertiefung hervorspringt und auf Mauerkappen mit muqarnas-(Stalaktitengewölbe-)Verzierungen ruht. Das zweite Stockwerk ist jeweils mit dem gleichen ineinander verflochtenen Muster wie das 1370 errichtete Minarett von Emir Asanbugha verziert, hat jedoch im Unterschied dazu flach eingravierte Inschriften mit Koranversen darüber. Die darüber befindliche Struktur ist modern.
Illustrationen und Photographien der Minarette aus dem 19. Jahrhundert zeigen, dass deren Bulbi und die Steinbalustraden der Erker in moderner Zeit alle ersetzt worden sind. Die letzteren waren vor der Restaurierung aus Holz gefertigt, was das ursprüngliche Material oder Ersetzungen aus osmanischer Zeit gewesen sein könnte.

### Kuppelmausoleen
Man betritt die Mausoleen direkt von der Gebetshalle her durch eine Gitterwand aus geometrischem Fachwerk. Im nördlichen Kuppelmausoleum (qubba) sind Sultan Barqūq und sein Sohn – Faradschs Bruder – Abd al-Aziz begraben. Faradsch selbst wurde in Syrien ermordet, wo sein Körper auch verblieb. Seine Töchter sind gemeinsam mit ihrer Kinderfrau in der südlichen qubba begraben. Die beiden Räume sind nicht identisch. Im südlichen, dem Frauen-Mausoleum, reichte der Platz zwischen den beiden Fenstern in der qibla-Wand für den Mihrab nicht aus, welcher daher schmaler ausgeführt werden musste als jener im nördlichen Mausoleum. Der Abstand zwischen den östlichen Fenstern im nördlichen Mausoleum ist größer. Wie schon beim Gebetshallen-Mihrab scheint die Abweichung im Abstand zwischen den Fenstern der beiden Mausoleen eher auf einen Rechenfehler der Handwerker als auf irgendeinen bautechnischen Zwang zurückzuführen sein.
Mit einem Innendurchmesser von 14,3 Metern sind die beiden Kuppeln über den Mausoleen die größten gemauerten Kuppeln der Mamlukenzeit. Ihre Innenhöhe bis zum Schlussstein beträgt etwa 30,4 Meter, und sie ruhen über einer hohen Übergangszone mit gewelltem Profil, das der Minarett-Architektur entlehnt ist. Beide Kuppeln sind innen in roter und schwarzer Farbe mit dem Muster einer Rosette und Inschriftenbändern bemalt und imitieren dabei Marmor – ein Material, das sowohl zu teuer als auch zu schwer für die Konstruktion gewesen wäre. Die Pendentifs beeindrucken mit ihren neun Reihen von steinernen muqarnas-Verzierungen, während die Außenoberfläche der Kuppeln mit einem vertikalen Fischgrätmuster verziert ist, das zur Spitze der Kuppel hin sukzessive niedriger wird. Dieses Zickzack-Muster tauchte erstmals bei dem 1395 erbauten Mausoleum von Ğamal al-Din Mahmud al-Ustadar (Mahmud al-Kurdi) auf und wurde danach mehrmals eingesetzt. Das nicht zu unterschätzende Gewicht der beiden Kuppeln wird durch einen solide gemauerten Übergang abgefangen, der dem Betrachter leichter erscheint durch den raffinierten Wechsel von konkaven und konvexen Formen. Die beiden Kuppeln hier gehören zu den frühesten ihrer Art in dieser Dimension in Kairo und zeigen einen Gipfelpunkt mamlukischer Architektur.